# Pestalozzischule Wiener Neustadt

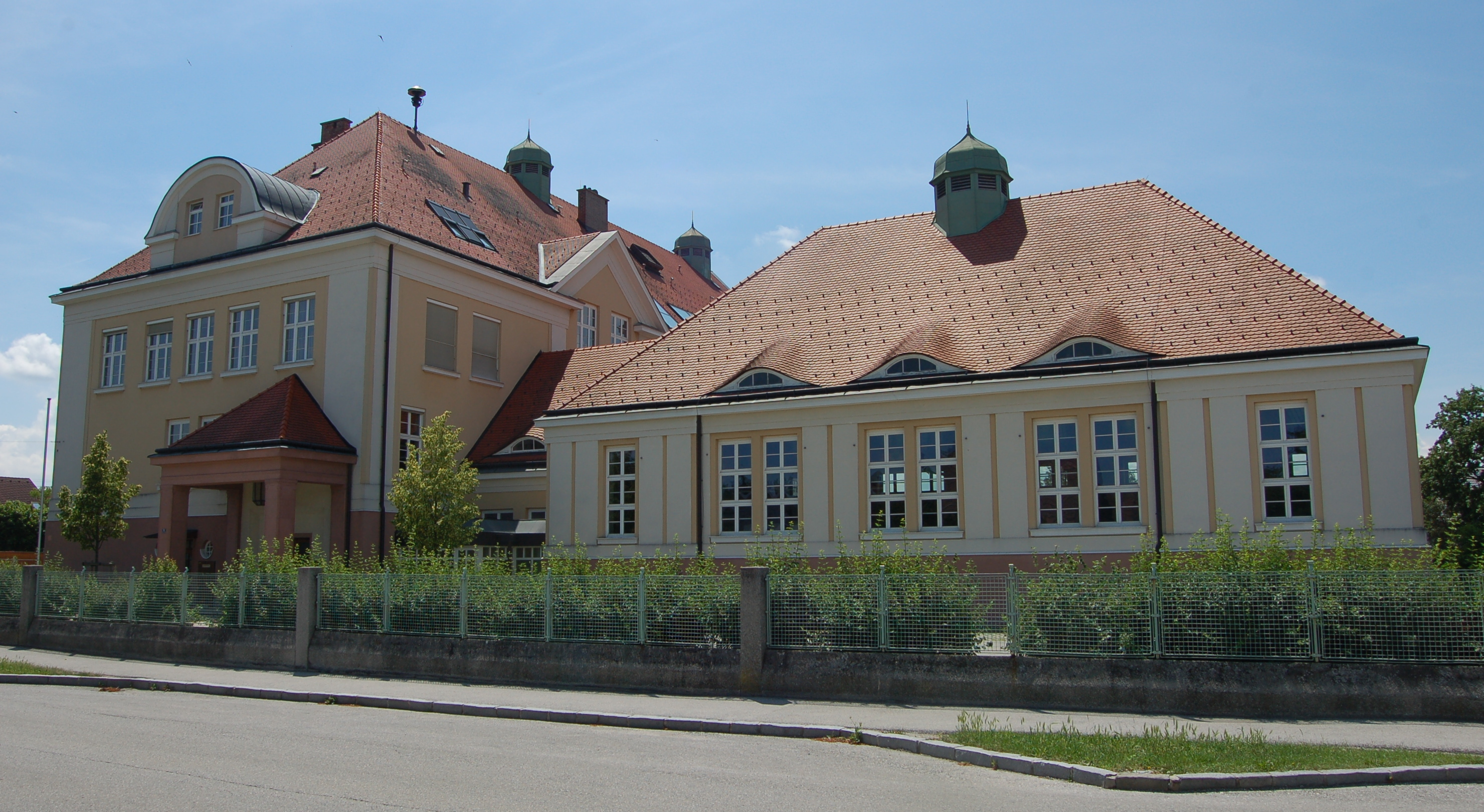
Pestalozzischule Wiener Neustadt

Die Pestalozzischule Wiener Neustadt ist eine nach Johann Heinrich Pestalozzi benannte Volksschule in der Stadt Wiener Neustadt in Niederösterreich. Das Schulgebäude steht unter Denkmalschutz.

## Geschichte
Der monumentale Schulbau mit Heimatstilelementen nach den Plänen des Architekten Ernst Hartung wurde von der Stadtgemeinde Wiener Neustadt als Schulbau in den Zehnergärten erbaut und zum 10. Jahrestag der Gründung der Republik am 12. November 1928 feierlich als Pestalozzi-Schule eröffnet.

## Schulbau
Das Projekt sah zwei dreigeschoßige Trakte vor, die durch einen Turnsaal verbunden werden sollten. Allerdings wurde nur der östliche Trakt errichtet. Die Schule wurde 1999/2000 baulich erweitert. Die Büste zu Pestalozzi schuf – analog zum Gemeindebau Pestalozzi-Hof in Wien – der Bildhauer Max Krejca.

## Unterricht
Neben dem gesetzlich vorgeschriebenen Schulstunden gibt es eine Begabtenförderung durch bilingualen Unterricht in Englisch und zusätzliche Sprachangebote in Französisch, Spanisch und Ungarisch.

## Leitung
- 1974–1985 Albert Janetschek
- Elisabeth Grafl